# ناحیه بنتلی، میشیگان
ناحیه بنتلی (به انگلیسی: Bentley Township) یک منطقهٔ مسکونی در ایالات متحده آمریکا است که در شهرستان گلدوین، میشیگان واقع شده‌است.
 ناحیه بنتلی ۹۲٫۸ کیلومتر مربع مساحت و ۸۵۹ نفر جمعیت دارد و ۲۲۳ متر بالاتر از سطح دریا واقع شده‌است.